# Zaomma abas
Zaomma abas är en stekelart som först beskrevs av Trjapitzin 1967.  Zaomma abas ingår i släktet Zaomma och familjen sköldlussteklar. Inga underarter finns listade i Catalogue of Life.